# تفكير تصميمي

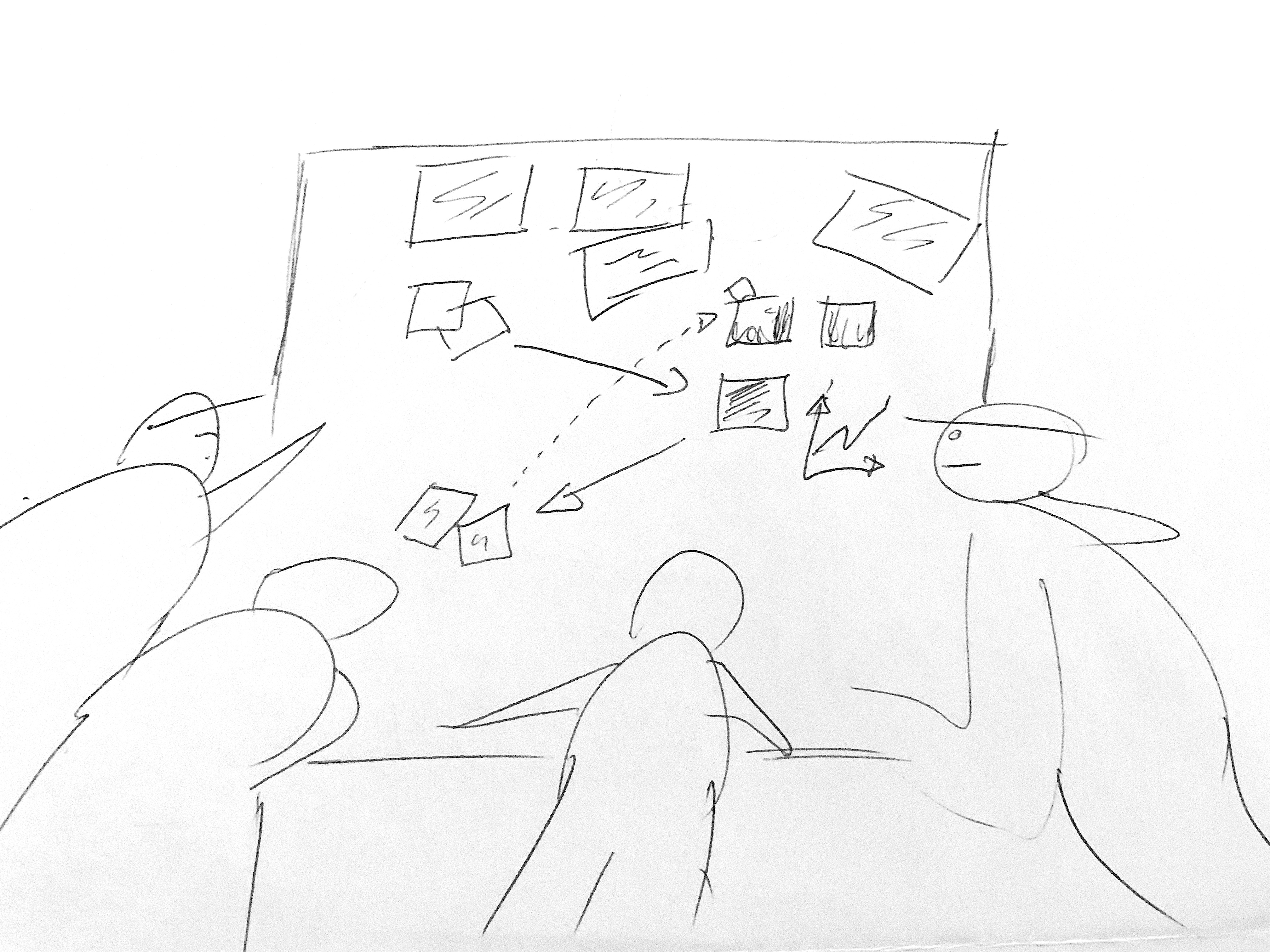

يشير مصطلح التفكير التصميمي (Design Thinking) إلى الطرائق والعمليات المستخدمَة لبحث المشاكل الغامضة، واكتساب المعلومات، وتحليل المعارف، وطرح الحلول، في مجالَي التصميم والتخطيط. وبعبارة أخرى، فهو يشير إلى النّشاطات المعرفية الخاصّة بالتصميم، التي يطبّقها المصمّمون أثناء عملية التصميم.

## لمحة عامة
يتميّز هذا الأسلوبُ بالقدرةَ على الجمع بين: التعاطفِ مع ظروف مشكلة ما، والإبداعِ في توليد رؤىً وحلول منطقيّةِ لها، وفي تحليل وتكييف هذه الحلول تبعا لظروف المشكلة. وفي الوقت الذي صار فيه مصطلح التفكير التصميمي جزءا من المفردات الشّائعة في التصميم المعاصر والتطبيق الهندسي، وفي مجالَي الأعمال والإدارة أيضا، فإنّ استخدامَه الواسع في وصف نمط معيّن من التفكير التطبيقي الإبداعي، يتزايد تأثيرُه على ثقافة القرن الحادي والعشرين، في مختلَف فروع المعرفة. ومن هذه الناحية، فهو يشبه نُظُم التفكير في تحديد منهج معيّن لفهم المشاكل وحلّها. وحاليا، هناك توجّه نحو توعية المصمّمين وغيرهم من المهنيين بالتفكير التصميمي، عن طريق تدريس التفكير التصميمي في التعليم العالي، وذلك من منطلق أنّ معرفةَ العمليات والطّرائق التي يستخدمها المصممون في التصميم، وفهمَ كيفيّة تعامل المصمّمين مع المشاكل عند محاولة حلّها، سيعزّز قدرةَ الأفراد والمؤسسات التجارية على التوصّل إلى عملياتهم الابتكارية وتنشيطها، للرقيّ بالابتكار إلى مستوى أعلى، وهناك أمل في خلق تقدّم تنافسيّ في الاقتصاد العالمي الحالي.

## أصل المصطلح
رغم أنّ كثيرا من النشاط التصميمي في القرن العشرين (وفي وقت سابق) يمكن اعتباره «تفكيرا تصميميا»، لكنّ المصطلح ظهر لأوّل مرّة، وبشكل بارز، في ثمانينيات القرن العشرين، مع ظهور التصميم المتمحور حول الإنسان.
إنّ مفهوم التصميم، كـ «طريقة في التفكير»، يمكن إرجاعه، كعلم، إلى كتاب هربرت أ. سايمون (Herbert A. Simon)، علوم الاصطناع (The Sciences of the Artificial)، 1969، أمّا كتخصّص في مجال التصميم الهندسي، فيرجع هذا المفهوم إلى كتاب روبرت ماك كيم (Robert McKim)، تجارب في التفكير البصري (Experiences in Visual Thinking)، 1973.
في الثمانينيات والتسعينيات، وسّع رولف فيست (Rolf Faste) عملَ ماك كيم، أثناء فترة تدريسه في جامعة ستانفورد، إذ قام بتعريفِ فكرة «التفكير التصميمي» ونشرِها، كطريقة للعمل الإبداعي المكيَّف وفقا لأغراض تجارية، بواسطة شركة التصميم IDEO [الإنجليزية]، من خلال زميله دايفيد م. كيلي (David M. Kelley).
كان كتاب بيتر رو (Peter Rowe)، التفكير التصميمي (Design Thinking)، 1987، أوّلَ استخدام جدير بالذكر لهذا المصطلح في المؤلّفات في مجال التصميم، وقد قدّم هذا الكتاب تقريرا منهجيا عن إجراءات حل المشكلات، تلك الإجراءات التي يستخدمها المهندسون المعماريّون والمخطّطون الحضريّون.
أفصحت مقالة ريتشارد بيوكانن (Richard Buchanan)، وعنوانها «مشكلات لعينة في التفكير التصميمي»، 1992، عن رؤية أشمل في التفكير التصميمي، وقد كانت بالغة التأثير فيما يتعلق بمعالجة الاهتمامات الإنسانية المستعصية عن طريق التصميم. واليوم، هناك اهتمام أكاديمي وتجاري معتبَر، لفهم التفكير التصميمي والإدراك التصميمي، يشمل إقامة ندوات مستمرة عن بحوث التفكير التصميمي.

## التفكير المبني على الحل
التفكير التصميمي هو منهج للحل العملي والإبداعي، لمشاكل أو قضايا يُراد لها أن تحقّق نتائج مستقبليّة أفضل. ومن هذه الناحية، فهو شكل من أشكال التفكير المبني على الحل، أو الذي يركّز على الحل، تفكيرٌ يبدأ بالهدف، أو بما يُراد تحقيقُه، بدلا من البدء بمشكلة معيّنة. وبعد ذلك، وبأخذ الحاضر والمستقبل في الاعتبار، تُفحَص متغيّرات المشكلة مع الحلول المطروحة.
يحدث هذا النّمط من التفكير، غالبا، في البيئة العمرانية، التي يُشار إليها أيضا بالبيئة الاصطناعيّة (كالأشياء التي يصنعها الإنسان، أو النواتج الصنعية). وهو يختلف عن المنهج العلمي، الذي يبدأ بتحديد متغيّرات المشكلة كلّها، لتحديد الحلّ. فبدلا من ذلك، يبدأ حل المشكلة بطريقة التصميم من حل ما، وذلك للبدء بتحديد المتغيّرات الكافية لتمهّد الطريق إلى الهدف. وبالتالي، فالحل هو نقطة البدء هنا.
مثلا، قد يأتي زبون إلى مؤسّسة مهندس معماري ما، بعد أن يكون قد رأى أحد المنازل التي بنتها تلك المؤسسة. وبعد أن يكون الزبون قد اشترى قطعة الأرض الجيّدة، يمكن أن يطلب نفس المنزل «الجيّد» الذي رآه. هنا، يكون الحل بالنسبة للمعماري هو نقطة البداية التي سينطلق منها لتجسيد المتغيّرات العديدة (كدرجة انحدار الموقع، والواجهة، والإطلالة، والاحتياجات الأسريّة، والاحتياجات المستقبليّة، وغيرها)، وبالتالي ليضعَ حلولا جديدة ضمن النّطاق الأصلي لما يَلزم هذا الزبونَ الجديد، والموقعَ الجديد، والاحتياجات، والرّغبات، والقوانين، وغيرها.

### مقارنة برايان لاوسون بين المعماريّين والعلماء، 1979
عام 1972، أجرى العالم النّفسي، والمعماري، والباحث في مجال التصميم، برايان لاوسون (Bryan Lawson)، دراسةً تجريبيّة، ليفهم الفرق بين الأشخاص الذين يحلّون المشاكل بناء على المشكلة، وأولئك الذين يحلّونها بناء على الحل.
أخذ برايان مجموعتين من الطلّاب: مجموعة من طلاب السنة الأخيرة في الهندسة المعماريّة، والأخرى من طلّاب الدّراسات العليا في العلوم، وطلب منهما بناء هياكل من طابق واحد، بدءا من مجموعة من الأحجار الملوّنة. يجب أن يكون محيط البناء أحمر تماما، أو أزرق تماما، قدر الإمكان، دون أن تكون هناك فواعد محدّدة تحكم مواضعَ الأحجار أو العلاقات بين بعضها.
لقد لاحظ لاوسون ما يلي:
اتّبع العلماء تقنية تعتمد على تجريب سلسلة من التصاميم، استخدموا فيها أكبر عدد ممكن من الحجارة المختلفة، وبترتيبات مختلفة، بأسرع ما يمكن. وبذلك، فقد حاولوا توسيع المعلومات المتاحة لهم عن التجميعات المسموح بها. فلو اكتشفوا القاعدة التي تحدّد تجميعات الأحجار المسموح بها، لأمكنهم، بعد ذلك، البحثُ عن ترتيب يجعل محيط التصميم باللون المطلوب. وعلى العكس، اختار المعماريّون أحجارَهم بحيث يتحقّق لون المحيط المناسب أوّلا. فإذا لم تكن تلك التجميعة مسموحا بها، استُبدلت بها تجميعة الأحجار الملوّنة باللون الذي يأتي ثانيا في الأفضلية، وهكذا، حتى يُكتَشف الحلّ المقبول.
استنتج نايغل كروس (Nigel Cross) من دراسات لاوسون أنّ حلّ المشاكل العلمية يتم بالتحليل، بينما تُحلّ مشكلات التصميم عن طريق التركيب.

### مقارنة بين التحليل والتركيب
اشتُقّ مصطلحا التحليل (تحليل) والتركيب (تخليق (توضيح)) من اليونانية، وهما يعنيان حرفيا «أن تُحلّل الأشياء عن بعضها» و «أن تجمّع الأشياء مع بعضها»، على الترتيب. وبشكل عام، يُعرَّف التحليل على أنّه إجراء نفكّك به كُلّا فكريا، أو كُلّا مادّيا، إلى أجزاء، أو إلى مكوّناته الأوّلية. ويُعرّف التركيب على أنّه الإجراء المعاكس للتحليل، أي: تجميع عناصر منفصلة، أو مكوّنات أوّليّة، لتشكيل كُلِّ متماسك.
مع ذلك، فالتحليل والتركيب، كطرائق في البحث العلمي، عمليّتان متلازمتان دائما، فهما تكمّلان بعضَيهما. وكل عملية تركيب تُبنى على نتائج عملية تحليل سبقتها، كما أنّ كلّ عملية تحليل تتطلّب عملية تركيب لاحقة، للتحقّق من نتائجها وتصحيحها.
وهذا لا يعني أنّ التفكير التصميمي لا يستخدم التحليل ليتوصّل إلى الحلّ النهائي، لكنّ الطّريقة التي يتّبعها المفكّر التصميمي لحل مشكلة ما، تأتي من منظور الهدف النّهائي. لقد عمل المعماريّون في تجربة الأحجار على تركيب كُلّيّات متماسكة لاكتشاف الحل الأمثل، بدلا من تحليل المشكلة إلى أجزائها كما في الطّريقة التي اتبعها العلماء.

### مقارنة بين التفكير التفريقي والتفكير التجميعي
يستخدم المفكّرون التصميميّون، أيضا، التفكير التفريقي (أو التفكير التشعّبي أو التبايني divergent thinking) والتفكير التجميعي (أو التفكير التقاربي convergent thinking)، لاكتشاف عدّة حلول ممكنة. التفكير التفريقي هو القدرة على عرض أفكار مختلفة وفريدة ومتنوّعة، متعلّقة بموضوع واحد، أمّا التفكير التجميعي، فهو القدرة على إيجاد الحل «الصحيح» للمشكلة المطروحة. يشجّع التفكير التصميمي على التفكير التفريقي، لتصوُّرِ عدّةِ حلول (سواء أكانت ممكنة التطبيق أو مستحيلة)، ثمّ يستخدم التفكيرَ التجميعي، لتفضيل الحل الأصلح وتحقيقه.

## التفكير التصميمي كعملية لحل المشكلات
بعكس التفكير التحليلي، فالتفكير التصميمي هو عملية إبداعية تقوم على أساس «بناء» الأفكار.
ولا يمكن الحكم على التفكير التصميمي في بدايته. وهذا يقضي على الخوف من الإخفاق، ويشجّع على طرح عدد كبير من المُدخلات والمشاركات في مرحلتَي التخيُّل ووضع النموذج المبدئي نموذج مبدئي. يُشجَّع على التفكير خارجَ الصندوق في هذه العمليات المبكّرة، بما أنّه غالبا ما يقود إلى حلول إبداعية.
يمكن أن يتضمّن أيُّ مثال عن عملية التفكير التصميمي، سبعَ مراحل: التحديد، والبحث، والتصوّر، ووضع نموذج مبدئي، والاختيار، والتنفيذ، والتعلُّم. ومن خلال الخطوات السبع هذه، يمكن تحديد المشاكل، وطرح الأسئلة المناسبة، وابتداع أفكار أكثر، كما يمكن اختيار الإجابات الأفضل. وهذه الخطوات ليست خطّيّة، فيمكن أن تحدث معا في نفس الوقت، كما يمكن تكرارها.

### التحديد
- حدّد القضيّة التي تحاول حلّها.
- حدّد جمهورَها.
- رتّب أولويّات هذا المشروع حسب ضرورتها.
- حدّد العوامل التي ستجعل هذا المشروع ناجحا.
- أنشئ مسردا للمصطلحات.

### البحث
- راجع تاريخ القضيّة، وضع في الحسبان أية عقبات موجودة فيها.
- اجمع أمثلة عن محاولات أخرى لحلّ نفس القضيّة.
- لاحظ أنصار المشروع، ومستثمريه، ونقّاده.
- تحدّث مع مستخدَميك النّهائيين، الذين يأتونك بأكثر الأفكار إثمارا للتصميم اللاحق.
- خذ في الاعتبار آراء قادة الفكر.

### التصوُّر
- حدّد احتياجات مستخدَميك النّهائيين، ودوافعهم.
- قدّم كل ما في وسعك من أفكار لتخدم هذه الاحتياجات المحدّدة.
- اعقد لنفسك جلسة عصف ذهني.
- لا تقيّم الأفكار ولا تناقشها.
- أثناء العصف الذّهني، لا تخض في أكثر من محادثة واحدة في نفس الوقت.

### وضع النموذج المبدئي
- اجمع الأفكار، وسّعها، واصقلها.
- أنشئ عدّة مسوَّدات.
- التمس آراء شريحة متنوّعة من النّاس، بما فيهم مستخدَموك النّهائيّون.
- اعرض تشكيلة من الأفكار على الزّبون.
- أجل حكمك على الأفكار، وابق حياديّا.
- أنشئ نموذج (أو نماذج) العمل المبدئي، الفعلي، واعرضه.

### الاختيار
- راجع هدفك.
- أبقِ المشاعر وملكيّة الأفكار جانبا.
- تجنّب التفكير الإجماعي.
- تذكّر أن الحل العملي أكثر، ليس هو الحل الأفضل دائما. انتقِ الأفكار القويّة.

### التنفيذ
- ضع تفاصيل المهام.
- ضع خطّطا للمهام.
- حدّد الموارد.
- أسند المهام إلى من سيقوم بها.
- نفّذ.
- سلّم العمل إلى الزبون.

### التعلُّم
- اجمع آراء المستهلِك.
- حدّد ما إذا وافق الحلُّ أهدافَه أم لا.
- ناقش الأشياء التي يمكن تحسينها.
- قس نجاحك عن طريق جمع البيانات.
- وثّق.

ورغم أنّ التصميم تابع للذوق الشخصي دائما، لكنّ المفكّرين التصميميّن يشتركون بمجموعة من القيَم التي تقود الابتكار، وهذه القيَم هي، بشكل رئيسي: الإبداع، والتفكير الأضبط (ambidextrous thinking، أي التفكير باستخدام جانبي الدّماغ معا)، والعمل الجماعي، والتركيز على المستخدم النّهائي، والفضول.

## السّمات الخاصّة بالتفكير التصميمي

### المشكلات اللعينة
التفكير التصميمي ما هو إلّا منهج لحلّ المشاكل، مبنيّ على الحل، وهو مفيد خصوصا عند معالجة المشكلات اللعينة (Wicked problem [الإنجليزية])، كما يسمّيها المفكّرون التصميميّون. تُسمّى هذه المشكلات باللّعينة بقصد أنّها غامضة، أو شائكة، وليس بمعنى أنّها خبيثة. في المشكلات الغامضة، تكون المشكلة والحل كلاهما مجهولَين عند البدء بحلّ المشكلة. وهذا بعكس المشكلات المشكلات «المُذلّلة» أو «المحدّدة جيّدا»، حيث تكون المشكلة واضحة، والحل متاحا عن طريق بعض المعرفة التقنية. أمّا في المشكلات اللّعينة، فقد يكون مضمون المشكلة العامّ واضحا، لكن، لا بدّ من وقت وجهد معتبَرَين لتوضيح ما هو مطلوب. ولذلك، فالجزء الأكبر من عملية حلّ المشكلة، هو تحديد المشكلة وصياغتها.

### لحظة الـ آها
لحظة الـ آها (A-Ha moment) هي لحظة يظهر لنا فيها فجأة مسار واضح لنمضيَ قُدُما فيه. إنّها نقطة في العمل، يتضافر فيها التركيب والتفكير التفريقي من جهة، والتحليل والتفكير التجميعي من جهة، مع طبيعة المشكلة من جهة أخرى، وعندها، يكون قد تمّ الوصول أخيرا إلى حلّ مناسب.
وقبل الوصول إلى هذه النّقطة، تبدو العمليّة غامضة وضبابيّة وغير دقيقة. أما عند هذه النّقطة، فيصبح المسار الذي سنسلكه بعدها واضحا تماما، لدرجة أنّنا نستغرب ـ عندما نسترجع اللحظات السابقة ـ أنّنا استغرقنا كل هذا الوقت في التوصّل إليه. وبعد تلك النّقطة، يصبح الهدف واضحا أكثر فأكثر بينما يتمّ بناء المنتَج النّهائي.
عادة، تُوصَف لحظة الـ آها بأنّها حدس، أو إحساس داخلي، أو ما يُسمّى بالإنكليزيّة (gut feeling).
وكلّما ازدادت خبرة المصمّمين في مجال عملهم، تزايدت قدرتهم على تمييز النّقطةِ التي تحدث عندها لحظةُ الـ آها بالضّبط. ويحدث هذا عن طريق الممارسة الفعليّة للعمل، والتأمّل مليّا في المسيرة الشّخصيّة في مجال التصميم.

### المقاومة والخوف ومحامي الشّيطان
هناك عدّة عوامل يمكنها أن تقف في طريق عمليّة التفكير التصميمي. فأعداء التفكير التصميمي هم الخوف والمقاومة ومحامي الشيطان. يعيق هؤلاء الأعداءُ التفكيرَ التصميمي، عن طريق إيقاف الإنتاج الإبداعي، باستخدام السّلبيّة غير البنّاءة.
فالخوف يمنع المصمّم من أن يعمل فعليّا على استخدام طرائق التفكير التصميمي وعمليّاته لتحقيق الهدف. وهو تردّد نفسي داخلي يمكن أن يعيق المصمم عن الإبداع أو عن التركيز على الحلول، بتشتيت التركيز، وتحويله إلى الشكّ في قيمة الذّات، أوالقلق من النّمط «هل سيكون هذا جيّدا بما يكفي»، أو التسويف.
يمكن أن تُصادَف المقاومة على شكل اضطرابات نفسية داخلية. وهي تًوقِف التفكيرَ التصميمي عن طريق الخلط بين الهدف والأشياء الأخرى التي يجب إنجازها مهما كان نوعها. وبالتالي، تحوّل التركيزَ عن الحلول والطّرق الموصلة إليها، إلى أي شيء آخر غير تحقيق الهدف. يمكن أن تُصادَف المقاومة من خلال أشخاص آخرين. فقد تحدّث دونالد شون (Donald Schön) عن المقاومة التي يبديها الطّلاب تجاه أساتذتهم الجامعيين، والمقاومة التي يبديها الأساتذة الجامعيّون تجاه طلّابهم، في عملية التعليم.
أمّا محامي الشيطان، فهو ذلك الشخص الذي ليس لديه أي شيء مفيد ليقوله، لكنّه يعلم، في الحال، السّببَ الأكيد الذي سيُفشل كلَّ اقتراح مبدئي، ويُعلِمك به. تتجاوز هذه الشّخصيّةُ التفكيرَ النّقدي والتحليل، إلى النّقد السّلبي. وبإمكان هذا الشّخص أن يقتل المشروعات بتحويل التركيز عن الحلول الممكنة إلى التركيز على مشاكل مضخَّمة جدا، مع أنّها قد لا تهمّ حتى في النّهاية. فهدفه هو وقْفُ أيّ تصوّر إضافي قد يقود إلى للحل، وينبغي تحريم دخوله إلى غرفة العمل.

### طرائق التصميم وعمليّاته
غالبا ما يُستخدم المصطلحان: طرائق التصميم، وعمليّات التصميم، كشيء واحد، لكن هناك فرق مهمّ بينهما. فـطرائق التصميم هي التّقنيّات أو القواعد أو الطّرق المتّبعة لتنفيذ أشياء تُستخدَم في مجال متعلّق بالتصميم. وبعض طّرائق التفكير التصميمي هذه تتضمّن عملَ ملفّات شخصيّة للمستخدمين، أو إلقاءَ نظرة على حلول مصمّمين آخرين وفهمُها، أو عمل نماذج مبدئية، أو دراسة النماذج، أو عمل خرائط دماغيّة، أو التساؤل عن اللماذات الخمس (the five whys) للوصول إلى جوهر المشكلة، أو تحليل الموقع، أو غير ذلك.
أمّا عمليّة التصميم، فهي الطّريقة التي تجمّع الطّرائق عبر سلسلة من الوقائع، أو الأحداث، أو الخطوات. وما من عمليّة يمكنها أن تحدّد التفكير التصميمي بمفردها. فهناك عمليّات تصميمية عديدة مختلفة طالما أنّ هناك مصمّمين يتضاعفون مع تضاعف مشكلات التصميم.
نشأت كثير من عمليات التصميم الأولى من منهجية الأنظمة المحسوسة (soft systems methodology [الإنجليزية]، المقابلة لمنهجية الأنظمة الملموسة Hard systems methodology) في ستينيات القرن العشرين.
كتب كوبرغ (Koberg) وباغنال (Bagnall) كتابهما المسافر العالمي الجديد تماما (The All New Universal Traveller)، عام 1972، واستعرضا فيه عمليّة دوريّة لحلّ المشاكل، مؤلّفة من سبع خطوات، كما اقترحا إمكانية تنفيذ هذه الخطوات السّبع خطّيا، أو على شكل حلقات تلقيم راجع. وقد توصّلت مدرسة التصميم في جامعة ستانفورد، عام 2007، إلى عملية من سبع خطوات، لكنّها محدّثة. وفي الفترة ما بين هاتين العمليتين، افتُرضت عدّة عمليات مختلفة للتصميم، منها العملية الثلاثيّة المبسّطة، المكوّنة من ثلاث خطوات (أو عملية الهرم الأقل تبسيطا، المؤلّفة من ست خطوات) التي وضعها برايان لاوسون، إضافة إلى العمليات الموثّقة في كتاب هيو دوبرلي (Hugh Dubberly) الإلكتروني، كيف تصمّم: خلاصة النّماذج (How Do You Design: A compendium of models).

### استخدام التماثل البصري في التفكير التصميمي والتعلّم
عادة، تعتمد المشكلات الغامضة، كالتصميم، على علاقات عالية المستوى، كالتماثلات، كجزء من منطقيّتها. ويعود ذلك إلى قصور فهمنا لتوقّع النتائج المطلوبة من التحديد، أو لنقص معرفتنا في مجال المهمة المطلوبة. وفي هذه الحالة، فإنّ استخدام التماثل قد يساعد المصمّم على الرّبط بين تمثيلات ضمنية مختلفة، كالربط بين الصور، لتحويل المفاهيم المعروضة على شكل تمثيلٍ للمورد والهدف (a source and target representation)، لكي يصنع منتجا جديدا أو تصميما جديدا.
تتضمّن العملية عدّة آليّات إدراكية معقّدة، وبما أنّ مهمّة المصمّم تعتمد، عادة، على المجال البصري، فهي، بالتالي، تتضمّن استخدامَ التفكير البصري في العملية الإدراكية للتصميم.
وهذا يقودنا إلى إجراء عمليّة اقتران بين تمثيلات المصدر والهدف، ومن المُقترح أنّ التماثلات البصريّة في التصميم، بعكس التماثلات العاديّة، هي عملية اقتران ذي اتجاهَين، يتكرّر في المصدر والهدف، بواسطة التلاعب في الصّورة أثناء عمليّة الاستدلال، ما يُعطي علاقات متبادلة بين المصدر والهدف. وأحد الأمثلة على ذلك، الحملة الدّعائيّة لمصنع البيرة الهولندي دوميلوس (Dommelsch [الإنجليزية]) عام 1991، حيث قرَن المصمّم بين صور مواقع الاستجمام من جهة، والمنتَج من جهة أخرى، وهو البيرة هنا، وذلك عن طريق التلاعب بالصّور، للجمعِ بينهما، وربطِ مفهوم العطل والأعياد بالبيرة، بتوليد تماثلات بينهما من الصّور. وبالتالي، فهذه العمليّة قد تقترب من الرّسم، لتعبّر عن العلاقة بين الأفكار أو المفاهيم بهدف توليد منتَج جديد، سواء أكان صورة أو كائنا ما. كما يُلاحَظ أنّ التماثل ـ نظرا لوجود مجموعة من معوّقات التصميم التي تشكّل عادة بعضَ الجزءِ المقتَرَح من العملية ـ يساعد على صنع حلول جديدة بإجراء الاقترانات والتعديلات بين تمثيلات المصدر والهدف.
إنّ استخدامَ التماثلات البصرية في التعلّم في عمليات التصميم مُلاحَظٌ أيضا، كما استنتجت الدّراسات بين عامَي 1997 و2001، التي قارنت بين الخبراء والمبتدئين في مجال التصميم، من حيث استخدامِهم للمعارفِ في هذا المجال، والتماثلاتِ البصرية، في حل المشكلات الغامضة. فقد بيّنت الدّراسات أنّ المبتدئين والخبراء يستخدمون التماثلات البصرية لتوليد حلول، لكنّ الأمر المثير للاهتمام في هذه الدّراسات هو أنّ المبتدئين يعتمدون، أكثر من الخبراء، على التلاعب بصور مرجعية لتوليد حلول. ويُعدّ هذا الأمر مثيرا للاهتمام، لأنّ العمليّات والآليّات المعرفيّة، بينما يتمّ اكتساب المعرفة، تعمل بطريقة اقتصادية على اختيار الحلول التي تتطلّب موارد أقل. وعلى اعتبار أنّ المعرفة موجودة، فالوصول إليها يكون أسهل عند إنتاج حلول باستخدام مثل هذه التقنيات. بينما يُحصّل المبتدئون الخبرةَ في هذه المسألة عن طريق التماثلات البصرية كوسيلة لاكتساب المعرفة، وهذا يساعدهم على توليد قواعد للتصميم، مبنية على الخبرة المكتسبة تجريبيا، باستخدام التماثل البصري.

## اختلاف التصميم عن العلوم أوالإنسانيّات
رغم أنّ عددا كبيرا من مجالات التصميم يُصنَّف في فئةٍ ما بين العلوم والفنون والإنسانيات، لكنّنا يمكن أن نلاحظ أنّ طريقة التصميم المميّزة في فهم العالم، قائمة على وسط من: حل المشكلات المبنيّ على الحل، وصياغة المشكلات، والتركيب، والتوافق بين مكوّنات البيئة العمرانية.
افترض أحد أوّائل العلماء النّظريين (أو المنظّرين) في مجال علم التصميم، جون كريس جونز (John Chris Jones)، في سبعينيات القرن العشرين، أنّ التصميم هو شيء مختلف عن الفنون، وعن العلوم، وعن الرياضيات. وردّا على السّؤال «هل التصميم فنّ؟ أم علم؟ أم شكل من أشكال الرّياضيّات؟»، يقول جون:
إنّ نقطة الاختلاف الرّئيسيّة تكمن في التوقيت . فالفنّانون والعلماء يعملون على العالم المادّي كما هو في الحاضر (سواء أكان هذا العالم حقيقيا أو رمزيا)، بينما يعمل الرياضيّاتيّون على العلاقات المجرّدة المستقلّة عن العصر التاريخي. من النّاحية الأخرى، فالمصمّمون لا بدّ من أن يتعاملوا، دائما وأبدا، مع الأشياء وكأنّها حقيقيّة، مع أنّها لا توجد إلا كمُستقبَل في خيالهم، وذلك ليحدّدوا الطرق التي قد تقود إلى تحقيق هذا الشيء المتخيَّل.
يمكن أن يُرى التصميم، كوسط خاص به، في التعليم، مع طرائقه وأساليبه في التفكير، التي يمكن أن تُدرَّس منهجيّا في كلّ مراحل التعليم (بدءا برياض الأطفال وانتهاء بالتعليم العالي). ابتدأ نايغل كروس بحثَه "طرق المعرفة الخاصة بالمصمّمين ببيان الفروقات بين الإنسانيات والعلوم والتصميم. وقد أوضح أنّ:
موضوع الدّراسة في كل وسط هو:
*في العلوم: العالم الطّبيعي.
*في الإنسانيات: التجربة الإنسانيّة.
*في التصميم: العالم الاصطناعي
الطّرائق التي تتناسب مع كل وسط:
*في العلوم: التجارب المضبوطة، والتصنيف، والتحليل.
*في الإنسانيّات: التماثل، والمجاز، والتقييم.
*في التصميم: النمذجة (وضع النماذج)، وتشكيل مخطّطات، والتركيب.
قيَم كل وسط:
*في العلوم: الموضوعيّة، والمنطقيّة، والحياديّة، والولاء للـ «الحقيقة».
*في الإنسانيّات: الذّاتيّة، والتخيّل، والالتزام، والولاء للـ «العدالة».
*في التصميم: الممارسة العملية، والبراعة، والتعاطف، والولاء للـ «الملاءمة والتوافق». 

### لغة التصميم
يتواصل المصمّمون بلغة بصريّة  أو شيئية. حيث تُستخدَم الرّموز والإشارات والمجازات في رسم المعالِم والرّسم التخطيطي والتقني، لترجمة المتطلّبات المجرّدة إلى أشياء ملموسة. فالمصمّمون يتواصلون، إذَن، عبر فهم طريقة ترميز متطلّبات التصميم هذه، لإنتاج منتجات مبنيّة.

### التفكير التصميمي في مجال الأعمال
يُفسَّر دخولُ التفكير التصميمي إلى عالم الأعمال بطريقتين، فهناك:
1.	مصمّمون يُدخلون أساليبَهم إلى مجال الأعمال، وذلك إمّا بأن يشاركوا بأنفسهم في سير الأعمال، أو بتدريب رجال الأعمال على استخدام طرائق التصميم.
2.	مصمّمون يحقّقون منتجات مبتكرة، فمثلا «الآي بود مثال عظيم للتفكير التصميمي».
وقد وصف تيم براون (Tim Brown)، المدير التنفيذي لشركة التصميم IDEO، الحالةَ الأولى في محاضرة في أحد مؤتمرات TED، رغم أنّ مدوّنته تهتم بمبادئ الحالة الثانية.
في نظريّة التنظيم والإدارة، يشكّل التفكير التصميمي جزءا من النّموذج: الهندسة المعماريّة/التصميم/الأنثروبولوجيا (النّموذج ADA)، الذي يميّز المشاريع المبتكرة المتمحورة حول الإنسان. يركّز هذا النّموذج أيضا على أسلوب عمل تعاوني وتكراري، وعلى نمط تفكير إقصائي، مقارنة بالممارسات المرتبطة بنموذج الإدارة الأكثر تقليدية: رياضيات\اقتصاد\علم النفس (النموذج M/E/P).
إنّ الشركات التي تجمع مبادئ التفكير التصميمي بكاملها في عمليّات الابتكار، تشترك، غالبا، بعقليّة معيّنة، أو تسعى جاهدة للوصول إلى بيئة أكثر إبداعا، وأكثر تمحورا حول الإنسان، في الشركة.